# ウルフ賞芸術部門
ウルフ賞芸術部門（ウルフしょうげいじゅつぶもん）は、ウルフ賞の一部門であり、芸術の分野で優れた業績を上げた者に与えられる賞である。
賞は、毎年建築、音楽、絵画、彫刻の順に選定される。

## ウルフ賞芸術部門受賞者
| 受賞年        | 分野       | 名前                                                             |
| ------------- | ---------- | ---------------------------------------------------------------- |
| 1981年        | 絵画       | マルク・シャガール、アントニ・タピエス                           |
| 1982年        | 音楽       | ウラディミール・ホロヴィッツ、オリヴィエ・メシアン、ヨセフ・タル |
| 1983年/1984年 | 建築       | ラルフ・アースキン                                               |
| 1984年/1985年 | 彫刻       | エドゥアルド・チリーダ                                           |
| 1986年        | 絵画       | ジャスパー・ジョーンズ                                           |
| 1987年        | 音楽       | アイザック・スターン、クリシュトフ・ペンデレツキ                 |
| 1988年        | 建築       | 槇文彦、ジャンカルロ・デ・カルロ                                 |
| 1989年        | 彫刻       | クレス・オルデンバーグ                                           |
| 1990年        | 絵画       | アンゼルム・キーファー                                           |
| 1991年        | 音楽       | ユーディ・メニューイン、ルチアーノ・ベリオ                       |
| 1992年        | 建築       | フランク・ゲーリー、ヨーン・ウツソン、デニス・ラスダン           |
| 1993年        | 彫刻       | ブルース・ナウマン                                               |
| 1994年/1995年 | 絵画       | ゲルハルト・リヒター                                             |
| 1995年/1996年 | 音楽       | ズービン・メータ、ジェルジ・リゲティ                             |
| 1996年/1997年 | 建築       | フライ・オットー、アルド・ファン・アイク                         |
| 1998年        | 彫刻       | ジェームズ・タレル                                               |
| 1999年        | 受賞者なし | 受賞者なし                                                       |
| 2000年        | 音楽       | ピエール・ブーレーズ、リッカルド・ムーティ                       |
| 2001年        | 建築       | アルヴァロ・シザ                                                 |
| 2002年/2003年 | 絵画・彫刻 | ルイーズ・ブルジョワ                                             |
| 2004年        | 音楽       | ムスティスラフ・ロストロポーヴィチ、ダニエル・バレンボイム       |
| 2005年        | 建築       | ジャン・ヌーヴェル                                               |
| 2006年        | 受賞者なし | 受賞者なし                                                       |
| 2006年/2007年 | 絵画・彫刻 | ミケランジェロ・ピストレット                                     |
| 2008年        | 音楽       | ギヤ・カンチェリ、クラウディオ・アバド                           |
| 2009年        | 受賞者なし | 受賞者なし                                                       |
| 2010年        | 建築       | デイヴィッド・チッパーフィールド、ピーター・アイゼンマン         |
| 2011年        | 絵画       | ローズマリー・トロッケル                                         |
| 2012年        | 音楽       | プラシド・ドミンゴ、サイモン・ラトル                             |
| 2013年        | 建築       | エドゥアルド・ソウト・デ・モウラ                                 |
| 2014年        | 彫刻       | オラファー・エリアソン                                           |
| 2015年        | 音楽       | ジェシー・ノーマン、マレイ・ペライア                             |
| 2016年        | 建築       | フィリス・ランバート                                             |
| 2017年        | 絵画・彫刻 | ローリー・アンダーソン、ローレンス・ウェイナー                   |
| 2018年        | 音楽       | アダム・フィッシャー、ポール・マッカートニー                     |
| 2019年        | 建築       | モシェ・サフディ                                                 |
| 2020年        | 絵画       | シンディ・シャーマン                                             |
| 2021年        | 音楽       | スティーヴィー・ワンダー、オルガ・ノイヴィルト                   |
| 2022年        | 建築       | エリザベス・ディラー、貝島桃代、塚本由晴                         |
| 2023年        | 彫刻       | 中谷芙二子、リチャード・ロング                                   |
| 2024年        | 音楽       | クルターグ・ジェルジュ                                           |
| 2025年        | 建築       | 徐甜甜                                                           |